# Mitromorpha costifera
Mitromorpha costifera là một loài ốc biển, là động vật thân mềm chân bụng sống ở biển trong họ Mitromorphidae, họ ốc cối.